# 2021 irodalmi díjai
Ez a szócikk a 2021-ben irodalmi díjat nyert szerzők nevét, illetve alkotások címét gyűjti össze, a kiosztott díjak megnevezésével.

## Nemzetközi, ill. regionális díjak
- Irodalmi Nobel-díj – Abdulrazak Gurnah zanzibári író, irodalomtörténész
- Asztúria hercegnője díj, irodalom – Emmanuel Carrère
- Nemzetközi Booker-díj – David Diop (Franciaország): At Night All Blood Is Black (Frère d'âme), ford. Anna Moschovakis
- Jeruzsálem-díj (két évente) – Julian Barnes
- Franz Kafka-díj –
- Neustadt Nemzetközi Irodalmi Díj –
- Az Északi Tanács Irodalmi Díja – Niviaq Korneliussen (Grönland): Naasuliardarpi c. regénye
- Az Európai Unió Irodalmi Díja –

## Nemzeti díjak

### Európa

#### Ausztria
- Ingeborg Bachmann-díj – Nava Ebrahimi: Der Cousin
- Osztrák állami díj az európai irodalomért – Krasznahorkai László (Magyarország)

#### Brit díjak
- Booker-díj – Damon Galgut dél-afrikai író: Az ígéret (The Promise) című regénye
- Duff Cooper-díj –
- Forward-díj – Luke Kennard: Notes on the Sonnets (Penned in the Margins) [Kategória: Legjobb verseskötet]
- Nők szépprózai díja – Susanna Clarke: Piranesi című regénye[1]

Lásd még: Brit irodalmi díjak listája

#### Csehország
- Magnesia Litera díj, az év könyve – Martin Hilský: Shakespearova Anglie[2]

#### Finnország
- Finlandia-díj – Jukka Viikilä: Taivaallinen vastaanotto (Mennyei fogadtatás) című regényéért
- Runeberg-díj – Marisha Rasi-Koskinen Tamperében élő írónő: Rec (Felvétel) című regényéért

#### Franciaország
- Femina-díj – Clara Dupont-Monod S’adapter című regénye
- Goncourt-díj – Mohamed Mbougar Sarr szenegáli születésű író La plus secrète mémoire des hommes (Az emberek legtitkosabb emlékezete) című regénye[3]
- Valery Larbaud-díj – Amélie Nothomb Premier sang című kötete
- Médicis-díj – Christine Angot: Le Voyage dans l’Est ("Francia regény" kategória)

#### Magyarország
- AEGON művészeti díj –
- Csáth Géza-díj – Elekes Dóra
- Déry Tibor-díj – Gács Anna esszéista, irodalomtörténész; Solymosi Bálint író, költő; Zádor Éva műfordító
- Füst Milán-díj – Bán Zsófia és Láng Zsolt (prózai díj)
- Hazai Attila Irodalmi Díj – Zilahi Anna
- Libri irodalmi díj és közönségdíj:
  - Libri irodalmi díj – Bereményi Géza: Magyar Copperfield c. regénye
  - Libri irodalmi közönség – Grecsó Krisztián: Magamról többet c. verseskötete
- Margó-díj (a legjobb első prózakötetnek) – * Halász Rita: Mély levegő c. regénye
- Osvát Ernő-díj – Balázs Imre József, a Korunk c. folyóirat főszerkesztő-helyettese
- Petri György-díj – Vados Anna
- Salvatore Quasimodo-emlékdíj – Sajó László
- Szépíró-díj: 
  - szépirodalom kategória – Kemény István
  - értekező próza kategória – Bánki Éva

#### Németország
- Büchner-díj – Clemens J. Setz osztrák író, műfordító[4]
- Frankfurti Goethe-díj –
- Német Könyvdíj – Antje Rávik Strubel: Blaue Frau
- Lipcsei Könyvdíj az Európai Megértésért – Johnny Pitts (Egyesült Királyság/Amerikai Egyesült Államok): Afropäisch. Eine Reise durch das schwarze Europa /Afropean. Utazás a fekete Európában/ című kötetéért[5]

#### Olaszország
- Bagutta-díj – Giorgio Fontana: Prima di noi[6]
- Bancarella-díj – Ema Stokholma: Per il mio bene[7]

#### Oroszország
- Nagy Könyv díj – Leonyid Juzefovics – Philhellén («Филэллин») [regény][8]

#### Portugália
- Camões-díj – Paulina Chiziano mozambiki írónő[9]

#### Spanyolország
- Cervantes-díj – Cristina Peri Rossi uruguayi költő, író[10]
- Nadal-díj – Najat El Hachmi marokkói születésű katalán író: El lunes nos querrán

#### Svédország
- August-díj – szépirodalom kategória: Elin Culldhed – Eufori – En roman om Sylvia Plath (Eufória. Regény Sylvia Plathról)

### Amerika

#### Amerikai Egyesült Államok
- Nemzeti Könyvdíj (USA) – Jason Mott: Hell of a Book, regény
- PEN Faulkner-díj (USA-szerzőknek) – Deesha Philyaw: The Secret Lives of Church Ladies
- PEN Hemingway-díj (még díjazatlan USA-szerzőknek) – Kawai Strong Washburn: Sharks in a Time of Saviors[11]
- Edgar Allan Poe-díj (legjobb regény) – Deepa Anappara: Djinn Patrol on the Purple Line
- Pulitzer-díj, regény – Louise Erdrich: The Night Watchman[12]

#### Chile
- Chilei Nemzeti Irodalmi Díj –

### Ázsia

#### India
- Jnanpith-díj – Damodar Mauzo – konkani nyelv

#### Japán
- Akutagava-díj:
  - Li Kotomi tajvani születésű szerző regénye: „Higanbana ga Saku Shima” (彼岸花が咲く島, angolul: The island where red spider lilies bloom)
  - Mai Ishizawa japán szerző regénye: „Kai ni Tsuzuku Basho nite” (貝に続く場所にて, angolul: At places adjacent to shells)[13]

## Tematikus díjak

### Sci-fi és fantasy
- Hugo-díj, regények –
- Nebula-díj, regények –

### Gyermek- és ifjúsági irodalom
- Hans Christian Andersen-díj (nemzetközi) –
- Astrid Lindgren-emlékdíj (nemzetközi) – Jean-Claude Mourlevat francia szerző
- Newbery Medal (USA) – Tae Keller: When You Trap a Tiger